# Neocallichirus
Neocallichirus is een geslacht van kreeftachtigen uit de klasse van de Malacostraca (hogere kreeftachtigen).

## Soorten
- Neocallichirus angelikae Sakai, 2000
- Neocallichirus auchenorhynchus Sakai, 2005
- Neocallichirus audax (de Man, 1911)
- Neocallichirus cacahuate Felder & Manning, 1995
- Neocallichirus caechabitator Sakai, 1988
- Neocallichirus calmani (Nobili, 1904)
- Neocallichirus darwinensis Sakai, 1988
- Neocallichirus frouini Ngoc-Ho, 2005
- Neocallichirus grandimana (Gibbes, 1850)
- Neocallichirus horneri Sakai, 1988
- Neocallichirus jousseaumei (Nobili, 1904)
- Neocallichirus karumba (Poore & Griffin, 1979)
- Neocallichirus lemaitrei Manning, 1993
- Neocallichirus manningi Kazmi & Kazmi, 1992
- Neocallichirus maryae Karasawa, 2004
- Neocallichirus mauritianus (Miers, 1882)
- Neocallichirus maxima (A. Milne-Edwards, 1870) †
- Neocallichirus moluccensis (de Man, 1905)
- Neocallichirus monodi (de Saint Laurent & Le Loeuff, 1979)
- Neocallichirus mortenseni Sakai, 2005
- Neocallichirus mucronatus (Strahl, 1862)
- Neocallichirus natalensis (Barnard, 1947)
- Neocallichirus nickellae Manning, 1993
- Neocallichirus pachydactylus (A. Milne-Edwards, 1870)
- Neocallichirus pentagonocephalus (Rossignol, 1962)
- Neocallichirus pola Sakai & Türkay, 2014
- Neocallichirus ranongensis (Sakai, 1983)
- Neocallichirus raymanningi Blanco-Rambla & Lemaitre, 1999
- Neocallichirus rudisulcus Komai, Fujita & Maenosono, 2014
- Neocallichirus sassandrensis (Le Loeuff & Intes, 1974)
- Neocallichirus thalesapensis Sakai & Lheknim, 2014
- Neocallichirus timiris Sakai, Türkay, Beuck & Freiwald, 2015
- Neocallichirus variabilis Edmondson, 1944
- Neocallichirus vaugelasi Dworschak, 2011
- Neocallichirus vigilax (de Man, 1916)